# زقين غدي
زقين غدي (الاسم العلمي:Diascia glandulosa) هو نوع من النباتات يتبع جنس الزقين من الفصيلة الغدبية.